# 올가 빌루히나
올가 겐나디예브나 빌루히나(러시아어: О́льга Генна́дьевна Вилу́хина, 1988년 3월 22일 ~ )는 러시아의 여자 바이애슬론 선수이다. 2014년 소치 동계 올림픽 여자 바이애슬론 7.5km 스프린트 경기에서 은메달을 획득했으나, 2017년 도핑 위반이 발견되어 메달이 박탈되었다.

## 성적

### 동계 올림픽
| 년도   | 개최지      | 개인 | 스프린트 | 추적 | 단체출발 | 릴레이 | 믹스 릴레이 |
| ------ | ----------- | ---- | -------- | ---- | -------- | ------ | ----------- |
| 2014년 | 러시아 소치 | -    | 은       | 7위  |          |        |             |